# Eucraera aphrasta
Eucraera aphrasta är en fjärilsart som beskrevs av Willie Horace Thomas Tams 1936. Eucraera aphrasta ingår i släktet Eucraera och familjen ädelspinnare. Inga underarter finns listade i Catalogue of Life.